# Dor
Dor va ser una ciutat de Palestina que menciona la Bíblia, i la situa al territori de la tribu de Manassès, a uns 30 km al sud de Haifa i del Mont Carmel, a la costa mediterrània.
Estava poblada per cananeus. Segons el Llibre de Josuè, el rei de Dor, es va aliar amb Jabin, el rei cananeu de Hassor en una batalla contra Israel, i hi va morir. Dor estava situada a la vora del territori d'Aser, però Josuè la va concedir a Manassès, que hi va mantenir els pobladors cananeus. Al mateix Llibre de Josuè es fa menció de Dor juntament amb una altra ciutat anomenada En-Dor.
El rei Salomó tenia dotze governadors al seu territori que cada any subministraven els queviures per al rei i l'administració reial, un mes cadascun. El territori muntanyós de Dor n'era un d'ells.
A la Història d'Unamon es menciona el poble dels Xequeleix, un dels Pobles de la mar, i allà es diu que Dor era la seva ciutat.
Va pertànyer després a Sidó. Va ser una fortalesa que Antíoc VIII Grif (125 aC-96 aC) va defensar contra Antíoc IX de Cízic (114 aC-94 aC). Era a uns 15 km de Cesarea. Els grecs i romans la van anomenar Dora (τὰ Δῶρα) (plural neutre). Jeroni d'Estridó la descriu com una ciutat en runes.